# Persone di nome Kimberly
| Questa pagina contiene informazioni ricavate automaticamente dalle voci biografiche con l'ausilio del template Bio e di un bot. L'aggiornamento è periodico e automatico e ricostruisce completamente la pagina. Se manca una persona in questa lista, sei pregato di non aggiungerla, ma accertati piuttosto che la sua voce biografica contenga il template Bio e che i dati anagrafici siano correttamente compilati. Se il template Bio manca, inseriscilo tu stesso o, in alternativa, metti l'avviso {{tmp\|Bio}} che ne segnala la mancanza. Se i dati riportati sono sbagliati, correggi direttamente la voce biografica; le modifiche saranno visibili in questa lista entro pochi giorni. Per chiarimenti vedi il progetto antroponimi. La lista contiene solo le 68 persone che sono citate nell'enciclopedia e per le quali è stato implementato correttamente il template Bio. Pagina aggiornata al 16 ott 2024. |

Questa è una lista di persone presenti nell'enciclopedia che hanno il prenome Kimberly, suddivise per attività principale.

## Allenatrici di ginnastica(1)
- Kim Zmeskal, allenatrice di ginnastica artistica e ex ginnasta statunitense (Houston, n. 1976)

## Altiste(1)
- Kimberly Williamson, altista giamaicana (Frankfield, n. 1993)

## Atlete paralimpiche(1)
- Kimberly Alkemade, atleta paralimpica olandese (Zoetermeer, n. 1990)

## Attrici(16)
- Alexis Bledel, attrice e modella statunitense (Houston, n. 1981)
- Kimberly Brown, attrice statunitense (Gaithersburg, n. 1984)
- Kim Dickens, attrice statunitense (Huntsville, n. 1965)
- Kimberly Dos Ramos, attrice, modella e ballerina venezuelana (Caracas, n. 1992)
- Kimberly Elise, attrice statunitense (Minneapolis, n. 1967)
- Kimberly Foster, attrice statunitense (Fort Smith, n. 1961)
- Kim Hawthorne, attrice e doppiatrice statunitense (Jersey City, n. 1968)
- Kim Matula, attrice statunitense (Fort Worth, n. 1988)
- Kimberly McCullough, attrice e ballerina statunitense (Bellflower, n. 1978)
- Kim Myers, attrice statunitense (Los Angeles, n. 1966)
- Kim Raver, attrice e produttrice televisiva statunitense (New York, n. 1969)
- Kim Rhodes, attrice statunitense (Portland, n. 1969)
- Kim Richards, attrice statunitense (Mineola, n. 1964)
- Kimberly Scott, attrice statunitense (Kingsville, n. 1961)
- Kim Walker, attrice statunitense (New York, n. 1968 - Los Angeles, † 2001)
- Kimberly Williams-Paisley, attrice statunitense (Rye, n. 1971)

## Attrici pornografiche(2)
- Houston, ex attrice pornografica statunitense (Long Beach, n. 1969)
- Kimberly Kane, attrice pornografica statunitense (Tacoma, n. 1983)

## Avvocate(1)
- Kimberly Guilfoyle, avvocata e scrittrice statunitense (San Francisco, n. 1969)

## Cantanti(4)
- Kimberly Caldwell, cantante, attrice e conduttrice televisiva statunitense (Texas, n. 1982)
- Kimberly Goss, cantante e tastierista statunitense (Los Angeles, n. 1978)
- Kim Jackson, cantante irlandese (Dublino, n. 1965)
- Kimberly Wyatt, cantante, ballerina e coreografa statunitense (Warrensburg, n. 1982)

## Cantautrici(1)
- K. Michelle, cantautrice e personaggio televisivo statunitense (Memphis, n. 1982)

## Cestiste(2)
- Kim Butler, ex cestista statunitense (Tacoma, n. 1982)
- Kim Mulkey, ex cestista e allenatrice di pallacanestro statunitense (Santa Ana, n. 1962)

## Conduttrici televisive(1)
- Kim Stolz, conduttrice televisiva e modella statunitense (New York, n. 1983)

## Doppiatrici(1)
- Kimberly Brooks, doppiatrice statunitense (n. 1981)

## Funzionarie(1)
- Kimberly Cheatle, funzionaria statunitense (Hinsdale, n. 1972)

## Mezzofondiste(1)
- Kim Gallagher, mezzofondista statunitense (Filadelfia, n. 1964 - Oreland, † 2002)

## Modelle(6)
- Kimberly Clarice Aiken, modella statunitense (Columbia, n. 1975)
- Kimberly Castillo Mota, modella dominicana (Salvaleón de Higüey, n. 1988)
- Kimberly Holland, modella statunitense (Humble, n. 1982)
- Kimberly Pressler, modella statunitense (Las Vegas, n. 1977)
- Kim Seelbrede, modella statunitense (Germantown, n. 1961)
- Kimberly Tomes, modella statunitense (Chicago, n. 1956)

## Nuotatrici(5)
- Kim Black, ex nuotatrice statunitense (New York, n. 1978)
- Kimberly Buys, ex nuotatrice belga (Sint-Niklaas, n. 1989)
- Kimberley Linehan, ex nuotatrice statunitense (New York, n. 1962)
- Kim Peyton, nuotatrice statunitense (Hood River, n. 1957 - Stanford, † 1986)
- Kimberly Vandenberg, nuotatrice statunitense (Berkeley, n. 1983)

## Pallavoliste(3)
- Kimberly Glass, pallavolista statunitense (Los Angeles, n. 1984)
- Kimberly Hill, ex pallavolista statunitense (Portland, n. 1989)
- Kimberly Whitson, ex pallavolista statunitense (Palo Alto, n. 1993)

## Pattinatrici artistiche su ghiaccio(1)
- Kimmie Meissner, ex pattinatrice artistica su ghiaccio statunitense (Towson, n. 1989)

## Pattinatrici di short track(1)
- Kimberly Derrick, pattinatrice di short track statunitense (Blytheville, n. 1985)

## Personaggi televisivi(1)
- Kim Kardashian, personaggio televisivo, imprenditrice e attrice statunitense (Los Angeles, n. 1980)

## Pistard(1)
- Kimberly Geist, ex pistard statunitense (Allentown, n. 1987)

## Politiche(2)
- Kim Schrier, politica statunitense (Los Angeles, n. 1968)
- Kim Reynolds, politica statunitense (Truro, n. 1959)

## Rapper(1)
- Lil' Kim, rapper e personaggio televisivo statunitense (New York, n. 1974)

## Registe(1)
- Kimberly Peirce, regista e sceneggiatrice statunitense (Harrisburg, n. 1967)

## Sciatrici alpine(2)
- Kimberly Joines, sciatrice alpina canadese (Edmonton, n. 1981)
- Kimberly Schmidinger, ex sciatrice alpina statunitense (Pittsfield, n. 1970)

## Scrittrici(1)
- Kimberly Willis Holt, scrittrice statunitense (Pensacola, n. 1960)

## Tenniste(2)
- Kimberly Birrell, tennista australiana (Düsseldorf, n. 1998)
- Kimberly Po, ex tennista statunitense (Los Angeles, n. 1971)

## Tiratrici a volo(1)
- Kim Rhode, tiratrice a volo statunitense (Whittier, n. 1979)

## Tripliste(1)
- Kimberly Williams, triplista giamaicana (Saint Thomas, n. 1988)

## Velociste(2)
- Kim Graham, ex velocista statunitense (Durham, n. 1971)
- Kimberly Hyacinthe, velocista canadese (n. 1989)

## Wrestler(3)
- Kimber Lee, wrestler statunitense (Seattle, n. 1990)
- Amber O'Neal, wrestler statunitense (Ahoskie, n. 1974)
- Piper Niven, wrestler britannica (Kilbirnie, n. 1991)

## Senza attività specificata(1)
- Kimberly Page,  statunitense (Chicago, n. 1970)